# San Cassiano
San Cassiano – miejscowość i gmina we Włoszech, w regionie Apulia, w prowincji Lecce. Nazwa miejscowości pochodzi od imienia św. Kasjana.
Według danych na rok 2004 gminę zamieszkiwały 2223 osoby, 277,9 os./km².